# 锡多尼亚城
锡多尼亚城（西班牙語：Medina-Sidonia）是西班牙安达卢西亚自治区加的斯省的一个市镇。总面积487平方公里，总人口11741人（2017年），人口密度24人/平方公里。

## 位置
| 西北: 圣玛丽亚港 和 雷亚尔港                               | 北: 赫雷斯-德拉弗龙特拉, 阿尔科斯-德拉弗龙特拉 和 帕特尔纳德里韦拉 | 东北: 乌夫里克 和 圣何塞-德尔瓦列            |
| 西: 奇克拉纳-德拉弗龙特拉                                  |                                                                    | 东: 贝纳卢普-卡萨斯维耶哈斯 和 加苏莱斯堡    |
| 西南: 科尼尔-德拉弗龙特拉, 贝赫尔-德拉弗龙特拉 和 巴尔瓦特 | 南: 塔里法                                                         | 东南: 洛斯巴里奥斯, 阿尔赫西拉斯和直布羅陀灣 |

## 著名人物
- 帕斯夸爾·塞韋拉（1839年－1909年）：西班牙海军将领。[2]

## 图集

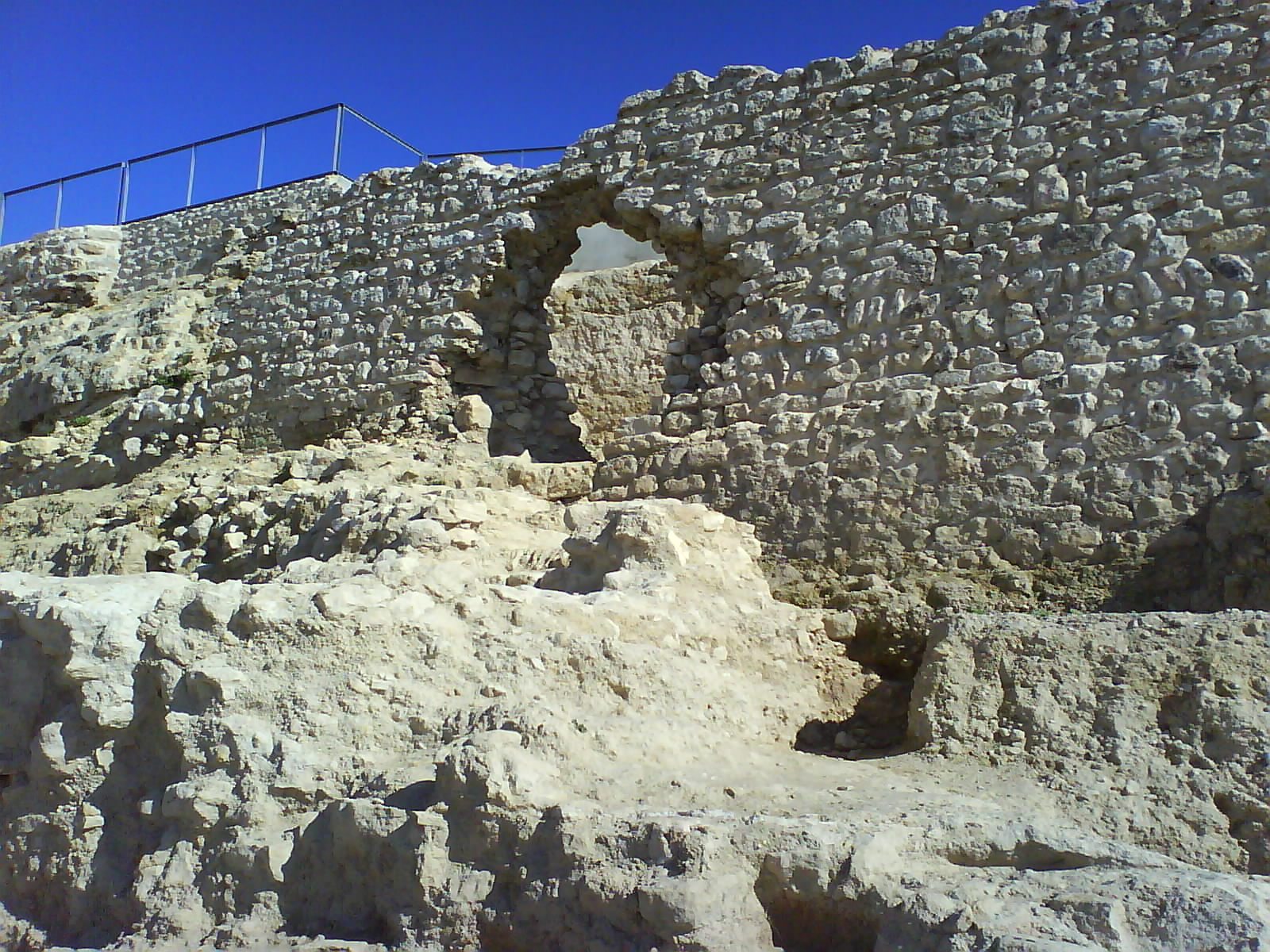
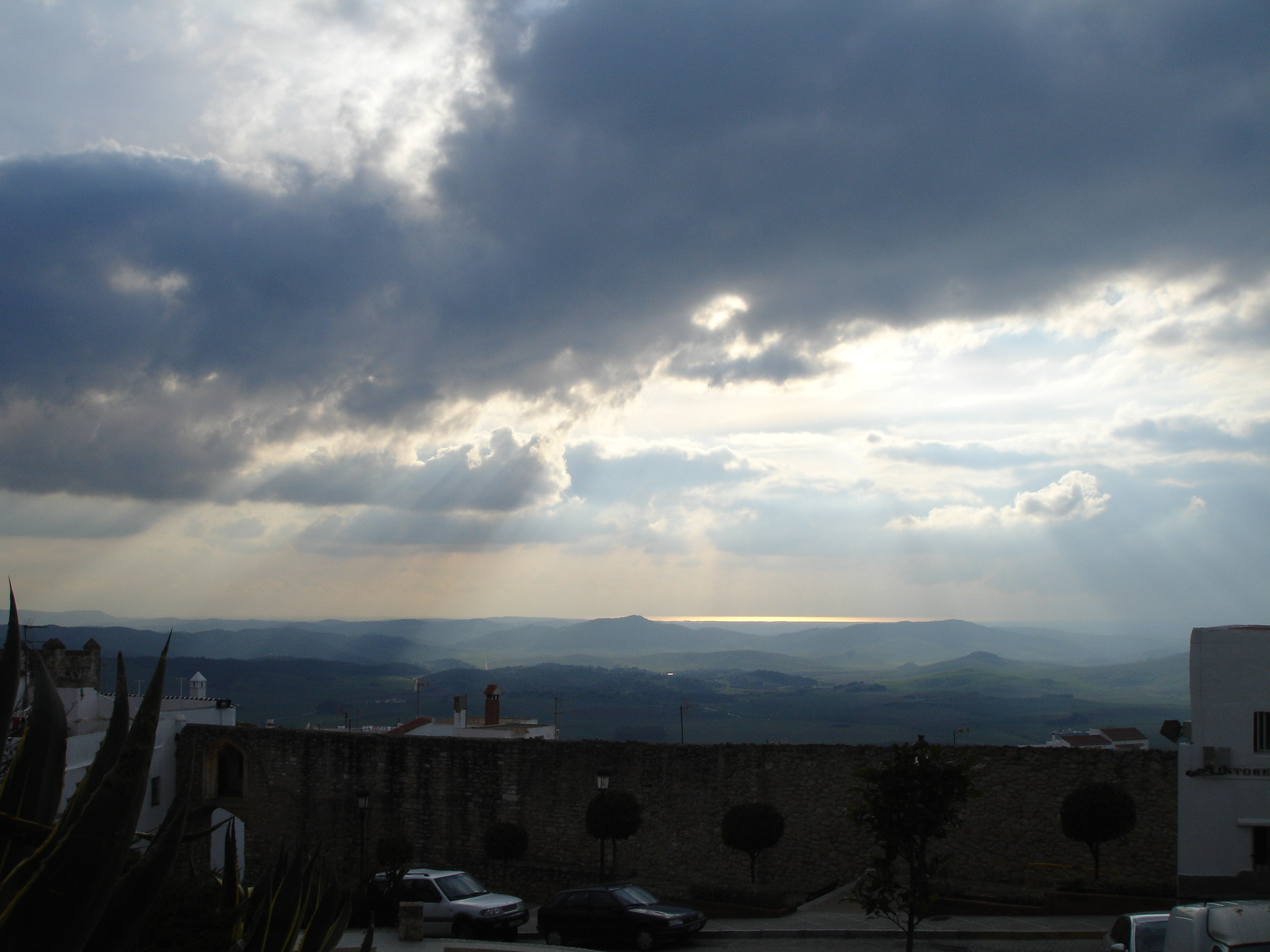
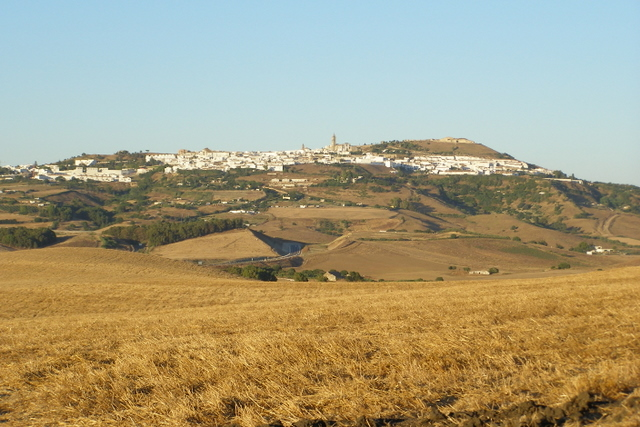
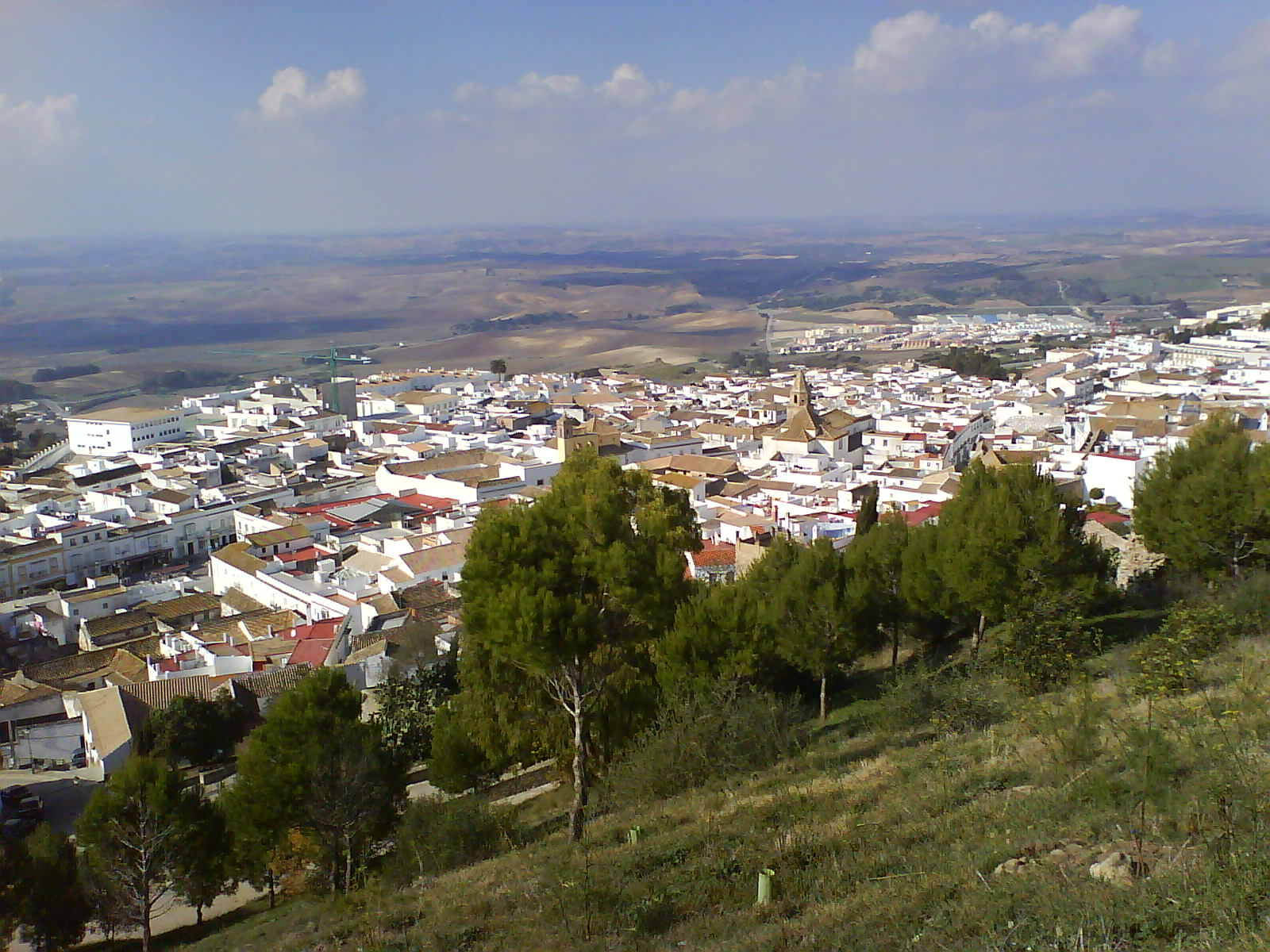